# 滝本竜彦
滝本 竜彦（たきもと たつひこ、男性、1978年9月20日 - ）は、日本の小説家。北海道檜山郡上ノ国町出身。専修大学文学部中退。血液型はO型。

## 来歴
2001年、『ネガティブハッピー・チェーンソーエッヂ』で第5回角川学園小説大賞特別賞を受賞して小説家デビュー。その後、2作目となる長編小説『NHKにようこそ！』や、エッセイ『超人計画』を発表。引きこもり、オカルト趣味、自己啓発など、サブカルチャー系のガジェットを駆使した青春小説で人気を博す。
2010年9月、文藝春秋より『僕のエア』、2011年3月、角川書店より『ムーの少年』を刊行。その後はしばらくスランプに陥っていたが、2018年、角川書店より『ライト・ノベル』を刊行。
2019年、小説投稿サイト「カクヨム」「小説家になろう」に連載した「異世界ナンパ 〜無職ひきこもりのオレがスキルを駆使して猫人間や深宇宙ドラゴンに声をかけてみました〜」で第5回カクヨムWeb小説コンテスト異世界ファンタジー部門特別賞を受賞、2021年1月10日からマンガワンで同小説のコミカライズ版（構成：みやけりく、作画：久水あるた）連載が開始され、2021年12月にドラゴンノベルス（KADOKAWA）より書籍化された。

## エピソード、人物像
1990年代後半のWeb日記ブームに触発され、本格的に文章を書き始めるが、小説家デビューまではまったく無名の存在だった。活動初期はボイルドエッグズとエージェント契約を結んでいた。
角川書店でデビューしているが、『ファウスト』（講談社）の常連執筆者だったことから、この時期は西尾維新、乙一、佐藤友哉らと親交があった。西尾維新とはデビューが同時期で、米澤穂信とは第5回角川学園小説大賞での同期である。この時、米澤から「いま新人がどんどん出てきているが、生き残るとしたら、それはあなたか僕だ」と言われている。
『Quick Japan』『ビッグイシュー』など、媒体のインタビューや企画記事では積極的に顔出ししており、映画『立喰師列伝』（監督：押井守）にも出演している。
2018年頃から作家活動を再開し、DTMでの音楽活動も開始（TKMT名義）した。佐藤友哉、海猫沢めろん、pha、ロベスピエールらとバンド「ELITES（エリーツ）」としても活動している。
得意とする作風は、氷河期世代の自虐的なアイロニーを交えた喜劇風の青春小説で、基本的にはライト文芸系として括られているが、軽妙な語り口を活かしたライトノベル的な作品も多い。

## 作品リスト

### 単行本
- 『ネガティブハッピー・チェーンソーエッヂ』（2001年11月、角川書店 / 2004年6月、角川文庫） - イラスト：安倍吉俊
- 『NHKにようこそ！』（2002年1月、角川書店 /  2005年6月、角川文庫） - イラスト：安倍吉俊
- 『超人計画』（2003年7月、角川書店 / 2006年6月、角川文庫） - 文庫版イラスト：安倍吉俊
- 『僕のエア』（2010年9月[5]、文藝春秋 / 2012年8月、文春文庫） - イラスト：安倍吉俊[6]
  - 『別冊文藝春秋』2004年新年号・3月号・5月号掲載。
- 『ムーの少年』（2011年3月、角川書店[7]） - イラスト：ヤスダスズヒト[6]
  - 『野性時代』2004年3月号・7月号・10月号掲載。
- 『ライト・ノベル』（2018年11月、角川書店[8]）
  - 『ノベルアクト』連載『ライトノベル 光の小説』に大幅加筆した作品。
- 『異世界ナンパ 無職ひきこもりのオレがスキルを駆使して猫人間や深宇宙ドラゴンに声をかけてみました』（2021年12月、ドラゴンノベルス） - イラスト：みやけりく、キャラクター原案：久水あるた
  - カクヨム、小説家になろうで2019年12月1日より連載されていた作品の単行本化[9]。
- 『新NHKにようこそ！』（2024年10月、角川文庫） - イラスト：大岩ケンヂ
- 『超人計画インフィニティ』（2025年2月、ホーム社）

### 単行本未収録作品

#### 小説
- 「新世紀レッド手ぬぐいマフラー」（『ファウスト』Vol.4に掲載。上京をテーマにした短編。挿絵は舞城王太郎）
- 「誰にも続かない」（『ファウスト』 Vol.4に掲載。乙一・北山猛邦・佐藤友哉・西尾維新との短編リレー小説）
- 「非国民は誰だ!?」（『Quick Japan』 Vol.64 - Vol.65。本田透と共著。ユニット名は「AMネットワーク」）
- 「メタフィジカル・マルチまがい」（『九龍（クーロン）』 Vol.6に掲載。短編小説。挿絵は小畑健）
- 「メタフィジカル・セルフプレジャー2056」（『野性時代』 2007年10月号に掲載。短編小説）
- 「ECCO」（『ファウスト』 Vol.2 - Vol.4に連載。挿絵は映画「CASSHERN」のメカニックデザインを手掛けたD.K。青春SF）
- 「タートル・イン・ザ・バルドゥ」（KOBO CAFE限定特別小冊子〈講談社〉、2008年6月）
- 「クリアライト」（『ビッグイシュー』第111号〈2009年1月15日発売〉に掲載されたショートショート）
- 「メタトロンの心」（「聖なる門」、「部屋と覚醒と私」、「私のメタトロン」）（『ノベルアクト』1〈2010年9月〉に掲載。没原稿3編の一挙掲載）
- 「アセンデッド・サガ 序章 -天を照らせ我が空なる心-』（『中二病でGO!!』収録）
- 「アセンデッド・マスターをつかまえて」（『ファウスト』Vol.8に掲載）
- 「おじいちゃんの小説塾」（WEBサイト『最前線』カレンダー小説第四弾。2011年10月9日から16日までの期間限定公開。『星海社カレンダー小説2012（下）』〈2012年7月 ISBN 978-4-06-138834-5〉収録）
- 「日光行わたらせ渓谷鐵道』（『小説集 筋肉少女帯小説化計画』〈2025年5月、KADOKAWA〉収録）
- 「燃え尽き吸血鬼の音楽」（『STORY BOX』2022年8月号 - 連載）

#### エッセイ
- 「滝本竜彦のぐるぐる人生相談」（『ファウスト』 Vol.1 - Vol.6 SIDE-Aで連載。挿絵は箸井地図）
- 「타키모토 타츠히코의 <서울의 추억> 〜불고기가 아주 맛있었습니다〜（直訳：「滝本竜彦の〈ソウルの追憶〉 〜プルコギがとっても美味しかったです〜」）」（韓国版ファウストVol.2に掲載。韓国訪問のエッセイ。全21ページ）
- 「あの日の作文」（『小説すばる』2010年6月号掲載）
- 「超人計画2.0」（ウェブサイト「Boiled Eggs Online」にて連載）

### 漫画原作
- 『山田さんの夏』（作画：イダタツヒコ。『九龍（クーロン）』 Vol.6に掲載。読切漫画）